# 全国高等学校野球選手権大会 (山口県勢)
全国高等学校野球選手権大会においての山口県勢の成績について記す。

## 大会結果
| 大会                  | 代表校                                         | 試合結果                                       | 試合結果                                       | 成績                                           |
| --------------------- | ---------------------------------------------- | ---------------------------------------------- | ---------------------------------------------- | ---------------------------------------------- |
| 1919年（第5回大会）   | 豊浦中（山陽・初出場）                         | 1回戦                                          | ● 0 - 2 慶応普通部                             | 初戦敗退                                       |
| 1920年（第6回大会）   | 鴻城中（山陽・初出場）                         | 1回戦                                          | ● 1 - 10 松山商                                | 初戦敗退                                       |
| 1925年（第11回大会）  | 柳井中（山陽・初出場）                         | 2回戦                                          | ○ 4 - 3 釜山中                                 | ベスト8                                        |
| 1925年（第11回大会）  | 柳井中（山陽・初出場）                         | 準々決勝                                       | ● 1 - 5 第一神港商                             | ベスト8                                        |
| 1926年（第12回大会）  | 柳井中（山陽・2年連続2回目）                   | 1回戦                                          | ● 0 - 3 早稲田実                               | 初戦敗退                                       |
| 1938年（第24回大会）  | 下関商（山陽・初出場）                         | 1回戦                                          | ○ 7 - 1 日大三中                               | ベスト8                                        |
| 1938年（第24回大会）  | 下関商（山陽・初出場）                         | 2回戦                                          | ○ 6 - 1 仁川商                                 | ベスト8                                        |
| 1938年（第24回大会）  | 下関商（山陽・初出場）                         | 準々決勝                                       | ● 0 - 5 岐阜商                                 | ベスト8                                        |
| 1939年（第25回大会）  | 下関商（山陽・2年連続2回目）                   | 2回戦                                          | ○ 4x - 3 千葉商（延長11回）                    | 準優勝                                         |
| 1939年（第25回大会）  | 下関商（山陽・2年連続2回目）                   | 準々決勝                                       | ○ 7 - 1 福岡工                                 | 準優勝                                         |
| 1939年（第25回大会）  | 下関商（山陽・2年連続2回目）                   | 準決勝                                         | ○ 3 - 2 長野商                                 | 準優勝                                         |
| 1939年（第25回大会）  | 下関商（山陽・2年連続2回目）                   | 決勝                                           | ● 0 - 5 海草中                                 | 準優勝                                         |
| 1940年（第26回大会）  | 下関商（山陽・3年連続3回目）                   | 2回戦                                          | ● 0 - 2 松本商                                 | 初戦敗退                                       |
| 1946年（第28回大会）  | 下関商（山陽・6年ぶり4回目）                   | 2回戦                                          | ○ 6 - 2 愛知商（延長11回）                     | ベスト4                                        |
| 1946年（第28回大会）  | 下関商（山陽・6年ぶり4回目）                   | 準々決勝                                       | ○ 2 - 0 松江中                                 | ベスト4                                        |
| 1946年（第28回大会）  | 下関商（山陽・6年ぶり4回目）                   | 準決勝                                         | ● 3 - 5 京都二中                               | ベスト4                                        |
| 1947年（第29回大会）  | 下関商（山陽・2年連続5回目）                   | 2回戦                                          | ○ 14 - 8 慶応商工                              | ベスト8                                        |
| 1947年（第29回大会）  | 下関商（山陽・2年連続5回目）                   | 準々決勝                                       | ● 0 - 1 仙台二中（延長10回）                   | ベスト8                                        |
| 1948年（第30回大会）  | 柳井（西中国・22年ぶり3回目）                  | 2回戦                                          | ● 4 - 8 高知商                                 | 初戦敗退                                       |
| 1949年（第31回大会）  | 柳井（西中国・2年連続4回目）                   | 2回戦                                          | ○ 5 - 4 平安                                   | ベスト8                                        |
| 1949年（第31回大会）  | 柳井（西中国・2年連続4回目）                   | 準々決勝                                       | ● 4 - 8 岐阜（延長10回）                       | ベスト8                                        |
| 1951年（第33回大会）  | 下関西（西中国・初出場）                       | 1回戦                                          | ○ 4 - 0 大分城崎                               | 2回戦                                          |
| 1951年（第33回大会）  | 下関西（西中国・初出場）                       | 2回戦                                          | ● 0 - 4 熊谷                                   | 2回戦                                          |
| 1952年（第34回大会）  | 柳井商工（西中国・初出場）                     | 2回戦                                          | ○ 3 - 0 松商学園                               | ベスト8                                        |
| 1952年（第34回大会）  | 柳井商工（西中国・初出場）                     | 準々決勝                                       | ● 0 - 2 芦屋                                   | ベスト8                                        |
| 1953年（第35回大会）  | 下関東（西中国・34年ぶり2回目）                | 1回戦                                          | ● 3 - 6 中京商                                 | 初戦敗退                                       |
| 1955年（第37回大会）  | 岩国工（西中国・初出場）                       | 1回戦                                          | ● 3 - 4 坂出商                                 | 初戦敗退                                       |
| 1958年（第40回大会）  | 柳井（9年ぶり5回目）                           | 1回戦                                          | ○ 2 - 0 札幌商                                 | 優勝                                           |
| 1958年（第40回大会）  | 柳井（9年ぶり5回目）                           | 2回戦                                          | ○ 1 - 0 鳥取西                                 | 優勝                                           |
| 1958年（第40回大会）  | 柳井（9年ぶり5回目）                           | 3回戦                                          | ○ 4 - 3 大淀                                   | 優勝                                           |
| 1958年（第40回大会）  | 柳井（9年ぶり5回目）                           | 準々決勝                                       | ○ 4 - 3 海南                                   | 優勝                                           |
| 1958年（第40回大会）  | 柳井（9年ぶり5回目）                           | 準決勝                                         | ○ 1 - 0 高知商                                 | 優勝                                           |
| 1958年（第40回大会）  | 柳井（9年ぶり5回目）                           | 決勝                                           | ○ 7 - 0 徳島商                                 | 優勝                                           |
| 1962年（第44回大会）  | 山口鴻城（西中国・42年ぶり2回目）              | 1回戦                                          | ○ 1 - 0 大分商                                 | 2回戦                                          |
| 1962年（第44回大会）  | 山口鴻城（西中国・42年ぶり2回目）              | 2回戦                                          | ● 0 - 4 西条                                   | 2回戦                                          |
| 1963年（第45回大会）  | 下関商（16年ぶり6回目）                        | 1回戦                                          | ○ 1 - 0 富山商                                 | 準優勝                                         |
| 1963年（第45回大会）  | 下関商（16年ぶり6回目）                        | 2回戦                                          | ○ 5 - 0 松商学園                               | 準優勝                                         |
| 1963年（第45回大会）  | 下関商（16年ぶり6回目）                        | 3回戦                                          | ○ 8 - 0 首里                                   | 準優勝                                         |
| 1963年（第45回大会）  | 下関商（16年ぶり6回目）                        | 準々決勝                                       | ○ 2 - 1 桐生                                   | 準優勝                                         |
| 1963年（第45回大会）  | 下関商（16年ぶり6回目）                        | 準決勝                                         | ○ 3x - 2 今治西                                | 準優勝                                         |
| 1963年（第45回大会）  | 下関商（16年ぶり6回目）                        | 決勝                                           | ● 1 - 2 明星                                   | 準優勝                                         |
| 1964年（第46回大会）  | 早鞆（西中国・初出場）                         | 1回戦                                          | ○ 10 - 2 海星                                  | 準優勝                                         |
| 1964年（第46回大会）  | 早鞆（西中国・初出場）                         | 2回戦                                          | ○ 3x - 2 作新学院                              | 準優勝                                         |
| 1964年（第46回大会）  | 早鞆（西中国・初出場）                         | 準々決勝                                       | ○ 5 - 1 海南                                   | 準優勝                                         |
| 1964年（第46回大会）  | 早鞆（西中国・初出場）                         | 準決勝                                         | ○ 1 - 0 岐阜商                                 | 準優勝                                         |
| 1964年（第46回大会）  | 早鞆（西中国・初出場）                         | 決勝                                           | ● 0 - 2 高知                                   | 準優勝                                         |
| 1965年（第47回大会）  | 小野田工（西中国・初出場）                     | 1回戦                                          | ● 1 - 5 熊谷商工                               | 初戦敗退                                       |
| 1966年（第48回大会）  | 早鞆（西中国・2年ぶり2回目）                   | 2回戦                                          | ● 2 - 3 甲府工                                 | 初戦敗退                                       |
| 1967年（第49回大会）  | 早鞆（西中国・2年連続3回目）                   | 1回戦                                          | ● 0 - 3 松商学園                               | 初戦敗退                                       |
| 1968年（第50回大会）  | 岩国商（初出場）                               | 2回戦                                          | ○ 1 - 0 日大山形                               | 3回戦                                          |
| 1968年（第50回大会）  | 岩国商（初出場）                               | 3回戦                                          | ● 2 - 8 広陵                                   | 3回戦                                          |
| 1969年（第51回大会）  | 宇部商（西中国・初出場）                       | 1回戦                                          | ● 1 - 2 取手一                                 | 初戦敗退                                       |
| 1972年（第54回大会）  | 柳井（西中国・13年ぶり6回目）                  | 1回戦                                          | ○ 3 - 0 峡南                                   | 準優勝                                         |
| 1972年（第54回大会）  | 柳井（西中国・13年ぶり6回目）                  | 2回戦                                          | ○ 5 - 1 星稜                                   | 準優勝                                         |
| 1972年（第54回大会）  | 柳井（西中国・13年ぶり6回目）                  | 準々決勝                                       | ○ 4 - 3 高松一                                 | 準優勝                                         |
| 1972年（第54回大会）  | 柳井（西中国・13年ぶり6回目）                  | 準決勝                                         | ○ 7 - 2 高知商                                 | 準優勝                                         |
| 1972年（第54回大会）  | 柳井（西中国・13年ぶり6回目）                  | 決勝                                           | ● 1 - 3 津久見                                 | 準優勝                                         |
| 1973年（第55回大会）  | 萩商（初出場）                                 | 1回戦                                          | ● 2 - 5 藤沢商                                 | 初戦敗退                                       |
| 1974年（第56回大会）  | 防府商（西中国・初出場）                       | 2回戦                                          | ○ 7 - 0 延岡                                   | 準優勝                                         |
| 1974年（第56回大会）  | 防府商（西中国・初出場）                       | 3回戦                                          | ○ 10 - 3 福岡第一                              | 準優勝                                         |
| 1974年（第56回大会）  | 防府商（西中国・初出場）                       | 準々決勝                                       | ○ 6 - 3 郡山                                   | 準優勝                                         |
| 1974年（第56回大会）  | 防府商（西中国・初出場）                       | 準決勝                                         | ○ 2 - 1 鹿児島実                               | 準優勝                                         |
| 1974年（第56回大会）  | 防府商（西中国・初出場）                       | 決勝                                           | ● 0 - 7 銚子商                                 | 準優勝                                         |
| 1975年（第57回大会）  | 柳井商（23年ぶり2回目）                        | 1回戦                                          | ○ 1 - 0 国府                                   | 2回戦                                          |
| 1975年（第57回大会）  | 柳井商（23年ぶり2回目）                        | 2回戦                                          | ● 2 - 7 中京商                                 | 2回戦                                          |
| 1976年（第58回大会）  | 宇部商（7年ぶり2回目）                         | 1回戦                                          | ● 3 - 4 秋田商                                 | 初戦敗退                                       |
| 1977年（第59回大会）  | 柳井商（2年ぶり3回目）                         | 2回戦                                          | ○ 4 - 3 長岡                                   | 3回戦                                          |
| 1977年（第59回大会）  | 柳井商（2年ぶり3回目）                         | 3回戦                                          | ● 2 - 10 早稲田実                              | 3回戦                                          |
| 1978年（第60回大会）  | 南陽工（初出場）                               | 1回戦                                          | ○ 2 - 0 宇治山田商                             | 2回戦                                          |
| 1978年（第60回大会）  | 南陽工（初出場）                               | 2回戦                                          | ● 0 - 1 天理                                   | 2回戦                                          |
| 1979年（第61回大会）  | 豊浦（26年ぶり3回目）                          | 2回戦                                          | ○ 6 - 5 長岡                                   | 3回戦                                          |
| 1979年（第61回大会）  | 豊浦（26年ぶり3回目）                          | 3回戦                                          | ● 4 - 14 横浜商                                | 3回戦                                          |
| 1980年（第62回大会）  | 岩国商（12年ぶり2回目）                        | 2回戦                                          | ● 1 - 2 美濃加茂                               | 初戦敗退                                       |
| 1981年（第63回大会）  | 下関商（16年ぶり7回目）                        | 2回戦                                          | ● 11 - 12 熊谷商                               | 初戦敗退                                       |
| 1982年（第64回大会）  | 宇部商（6年ぶり3回目）                         | 2回戦                                          | ● 1 - 3 高岡商                                 | 初戦敗退                                       |
| 1983年（第65回大会）  | 宇部商（2年連続4回目）                         | 2回戦                                          | ○ 6 - 5 帝京                                   | ベスト8                                        |
| 1983年（第65回大会）  | 宇部商（2年連続4回目）                         | 3回戦                                          | ○ 3 - 0 仙台商                                 | ベスト8                                        |
| 1983年（第65回大会）  | 宇部商（2年連続4回目）                         | 準々決勝                                       | ● 1 - 4 横浜商                                 | ベスト8                                        |
| 1984年（第66回大会）  | 柳井（12年ぶり7回目）                          | 1回戦                                          | ● 2 - 8 東北                                   | 初戦敗退                                       |
| 1985年（第67回大会）  | 宇部商（2年ぶり5回目）                         | 1回戦                                          | ○ 8 - 3 銚子商                                 | 準優勝                                         |
| 1985年（第67回大会）  | 宇部商（2年ぶり5回目）                         | 2回戦                                          | ○ 8 - 0 鳥取西                                 | 準優勝                                         |
| 1985年（第67回大会）  | 宇部商（2年ぶり5回目）                         | 3回戦                                          | ○ 8 - 5 東農大二                               | 準優勝                                         |
| 1985年（第67回大会）  | 宇部商（2年ぶり5回目）                         | 準々決勝                                       | ○ 5 - 3 鹿児島商工                             | 準優勝                                         |
| 1985年（第67回大会）  | 宇部商（2年ぶり5回目）                         | 準決勝                                         | ○ 7x - 6 東海大甲府                            | 準優勝                                         |
| 1985年（第67回大会）  | 宇部商（2年ぶり5回目）                         | 決勝                                           | ● 3 - 4x PL学園                                | 準優勝                                         |
| 1986年（第68回大会）  | 岩国商（6年ぶり3回目）                         | 1回戦                                          | ○ 4 - 1 一関商工                               | 2回戦                                          |
| 1986年（第68回大会）  | 岩国商（6年ぶり3回目）                         | 2回戦                                          | ● 0 - 4 拓大紅陵                               | 2回戦                                          |
| 1987年（第69回大会）  | 徳山（初出場）                                 | 1回戦                                          | ● 1 - 2 東海大山形                             | 初戦敗退                                       |
| 1988年（第70回大会）  | 宇部商（3年ぶり6回目）                         | 1回戦                                          | ○ 8 - 0 日大山形                               | ベスト8                                        |
| 1988年（第70回大会）  | 宇部商（3年ぶり6回目）                         | 2回戦                                          | ○ 6 - 4 八幡商                                 | ベスト8                                        |
| 1988年（第70回大会）  | 宇部商（3年ぶり6回目）                         | 3回戦                                          | ○ 4 - 2 東海大甲府                             | ベスト8                                        |
| 1988年（第70回大会）  | 宇部商（3年ぶり6回目）                         | 準々決勝                                       | ● 3 - 7 浦和市立                               | ベスト8                                        |
| 1989年（第71回大会）  | 桜ケ丘（初出場）                               | 2回戦                                          | ○ 6 - 2 北海                                   | 3回戦                                          |
| 1989年（第71回大会）  | 桜ケ丘（初出場）                               | 3回戦                                          | ● 1 - 10 帝京                                  | 3回戦                                          |
| 1990年（第72回大会）  | 宇部商（2年ぶり7回目）                         | 1回戦                                          | ○ 3 - 2 美濃加茂                               | 3回戦                                          |
| 1990年（第72回大会）  | 宇部商（2年ぶり7回目）                         | 2回戦                                          | ○ 8 - 4 渋谷                                   | 3回戦                                          |
| 1990年（第72回大会）  | 宇部商（2年ぶり7回目）                         | 3回戦                                          | ● 2 - 4 西日本短大付                           | 3回戦                                          |
| 1991年（第73回大会）  | 宇部商（2年連続8回目）                         | 1回戦                                          | ○ 2 - 0 東邦                                   | 3回戦                                          |
| 1991年（第73回大会）  | 宇部商（2年連続8回目）                         | 2回戦                                          | ○ 8 - 3 学法石川                               | 3回戦                                          |
| 1991年（第73回大会）  | 宇部商（2年連続8回目）                         | 3回戦                                          | ● 5 - 7 沖縄水産                               | 3回戦                                          |
| 1992年（第74回大会）  | 山口県鴻城（30年ぶり3回目）                    | 1回戦                                          | ● 1 - 5 一関商工                               | 初戦敗退                                       |
| 1993年（第75回大会）  | 光（初出場）                                   | 1回戦                                          | ● 2 - 4 桐生第一                               | 初戦敗退                                       |
| 1994年（第76回大会）  | 光（2年連続2回目）                             | 1回戦                                          | ● 2 - 4 市川                                   | 初戦敗退                                       |
| 1995年（第77回大会）  | 下関商（14年ぶり8回目）                        | 2回戦                                          | ○ 3 - 1 三重                                   | 3回戦                                          |
| 1995年（第77回大会）  | 下関商（14年ぶり8回目）                        | 3回戦                                          | ● 0 - 6 創価                                   | 3回戦                                          |
| 1996年（第78回大会）  | 防府商（22年ぶり2回目）                        | 1回戦                                          | ● 3 - 4 県岐阜商                               | 初戦敗退                                       |
| 1997年（第79回大会）  | 西京（初出場）                                 | 1回戦                                          | ○ 4 - 3 松商学園                               | 3回戦                                          |
| 1997年（第79回大会）  | 西京（初出場）                                 | 2回戦                                          | ○ 6 - 2 桐蔭学園（延長10回）                   | 3回戦                                          |
| 1997年（第79回大会）  | 西京（初出場）                                 | 3回戦                                          | ● 8 - 9 徳島商                                 | 3回戦                                          |
| 1998年（第80回大会）  | 宇部商（7年ぶり9回目）                         | 1回戦                                          | ○ 5 - 2 日大東北                               | 2回戦                                          |
| 1998年（第80回大会）  | 宇部商（7年ぶり9回目）                         | 2回戦                                          | ● 2 - 3x 豊田大谷（延長15回）                  | 2回戦                                          |
| 1999年（第81回大会）  | 久賀（初出場）                                 | 1回戦                                          | ● 1 - 5 旭川実                                 | 初戦敗退                                       |
| 2000年（第82回大会）  | 岩国（初出場）                                 | 1回戦                                          | ● 4 - 14 松商学園                              | 初戦敗退                                       |
| 2001年（第83回大会）  | 宇部商（3年ぶり10回目）                        | 1回戦                                          | ● 0 - 12 花咲徳栄                              | 初戦敗退                                       |
| 2002年（第84回大会）  | 宇部商（2年連続11回目）                        | 1回戦                                          | ● 2 - 3 常総学院                               | 初戦敗退                                       |
| 2003年（第85回大会）  | 岩国（3年ぶり2回目）                           | 1回戦                                          | ○ 6 - 0 羽黒                                   | ベスト8                                        |
| 2003年（第85回大会）  | 岩国（3年ぶり2回目）                           | 2回戦                                          | ○ 12 - 7 広陵                                  | ベスト8                                        |
| 2003年（第85回大会）  | 岩国（3年ぶり2回目）                           | 3回戦                                          | ○ 12 - 4 福井商                                | ベスト8                                        |
| 2003年（第85回大会）  | 岩国（3年ぶり2回目）                           | 準々決勝                                       | ● 4 - 5 桐生第一                               | ベスト8                                        |
| 2004年（第86回大会）  | 岩国（2年連続3回目）                           | 2回戦                                          | ○ 6 - 3 旭川北                                 | 3回戦                                          |
| 2004年（第86回大会）  | 岩国（2年連続3回目）                           | 3回戦                                          | ● 0 - 6 済美                                   | 3回戦                                          |
| 2005年（第87回大会）  | 宇部商（3年ぶり12回目）                        | 1回戦                                          | ○ 7 - 4 新潟明訓                               | ベスト4                                        |
| 2005年（第87回大会）  | 宇部商（3年ぶり12回目）                        | 2回戦                                          | ○ 4 - 0 静清工                                 | ベスト4                                        |
| 2005年（第87回大会）  | 宇部商（3年ぶり12回目）                        | 3回戦                                          | ○ 11 - 4 酒田南                                | ベスト4                                        |
| 2005年（第87回大会）  | 宇部商（3年ぶり12回目）                        | 準々決勝                                       | ○ 5 - 3 日大三                                 | ベスト4                                        |
| 2005年（第87回大会）  | 宇部商（3年ぶり12回目）                        | 準決勝                                         | ● 8 - 10 京都外大西                            | ベスト4                                        |
| 2006年（第88回大会）  | 南陽工（28年ぶり2回目）                        | 2回戦                                          | ● 3 - 5 駒大苫小牧                             | 初戦敗退                                       |
| 2007年（第89回大会）  | 岩国（3年ぶり4回目）                           | 1回戦                                          | ● 7 - 11 聖光学院                              | 初戦敗退                                       |
| 2008年（第90回大会）  | 下関工（初出場）                               | 1回戦                                          | ● 6 - 8 駒大岩見沢                             | 初戦敗退                                       |
| 2009年（第91回大会）  | 華陵（初出場）                                 | 2回戦                                          | ● 0 - 1x 立正大淞南                            | 初戦敗退                                       |
| 2010年（第92回大会）  | 南陽工（4年ぶり3回目）                         | 1回戦                                          | ● 1 - 2 中京大中京                             | 初戦敗退                                       |
| 2011年（第93回大会）  | 柳井学園（初出場）                             | 2回戦                                          | ● 1 - 5 開星                                   | 初戦敗退                                       |
| 2012年（第94回大会）  | 宇部鴻城（初出場）                             | 1回戦                                          | ○ 5x - 4 富山工                                | 3回戦                                          |
| 2012年（第94回大会）  | 宇部鴻城（初出場）                             | 2回戦                                          | ○ 12 - 7 佐世保実                              | 3回戦                                          |
| 2012年（第94回大会）  | 宇部鴻城（初出場）                             | 3回戦                                          | ● 2 - 4 東海大甲府                             | 3回戦                                          |
| 2013年（第95回大会）  | 岩国商（27年ぶり4回目）                        | 1回戦                                          | ● 0 - 1 前橋育英                               | 初戦敗退                                       |
| 2014年（第96回大会）  | 岩国（7年ぶり5回目）                           | 1回戦                                          | ● 3 - 5 健大高崎                               | 初戦敗退                                       |
| 2015年（第97回大会）  | 下関商（20年ぶり9回目）                        | 1回戦                                          | ○ 4x - 3 白樺学園                              | 2回戦                                          |
| 2015年（第97回大会）  | 下関商（20年ぶり9回目）                        | 2回戦                                          | ● 1 - 9 東海大甲府                             | 2回戦                                          |
| 2016年（第98回大会）  | 高川学園（初出場）                             | 1回戦                                          | ● 1 - 5 履正社                                 | 初戦敗退                                       |
| 2017年（第99回大会）  | 下関国際（初出場）                             | 2回戦                                          | ● 4 - 9 三本松                                 | 初戦敗退                                       |
| 2018年（第100回大会） | 下関国際（2年連続2回目）                       | 1回戦                                          | ○ 4 - 2 花巻東（延長10回）                     | ベスト8                                        |
| 2018年（第100回大会） | 下関国際（2年連続2回目）                       | 2回戦                                          | ○ 5 - 4 創志学園                               | ベスト8                                        |
| 2018年（第100回大会） | 下関国際（2年連続2回目）                       | 3回戦                                          | ○ 4 - 1 木更津総合                             | ベスト8                                        |
| 2018年（第100回大会） | 下関国際（2年連続2回目）                       | 準々決勝                                       | ● 2 - 3 日大三                                 | ベスト8                                        |
| 2019年（第101回大会） | 宇部鴻城（7年ぶり2回目）                       | 2回戦                                          | ○ 7 - 3 宇和島東                               | 3回戦                                          |
| 2019年（第101回大会） | 宇部鴻城（7年ぶり2回目）                       | 3回戦                                          | ● 2 - 3x 明石商（延長10回）                    | 3回戦                                          |
| 2020年（第102回大会） | （新型コロナウイルス感染症流行による大会中止） | （新型コロナウイルス感染症流行による大会中止） | （新型コロナウイルス感染症流行による大会中止） | （新型コロナウイルス感染症流行による大会中止） |
| 2021年（第103回大会） | 高川学園（5年ぶり2回目）                       | 1回戦                                          | ○ 7x - 6 小松大谷                              | 2回戦                                          |
| 2021年（第103回大会） | 高川学園（5年ぶり2回目）                       | 2回戦                                          | ● 3 - 4 神戸国際大付                           | 2回戦                                          |
| 2022年（第104回大会） | 下関国際（4年ぶり3回目）                       | 2回戦                                          | ○ 5 - 0 富島                                   | 準優勝                                         |
| 2022年（第104回大会） | 下関国際（4年ぶり3回目）                       | 3回戦                                          | ○ 9 - 3 浜田                                   | 準優勝                                         |
| 2022年（第104回大会） | 下関国際（4年ぶり3回目）                       | 準々決勝                                       | ○ 5 - 4 大阪桐蔭                               | 準優勝                                         |
| 2022年（第104回大会） | 下関国際（4年ぶり3回目）                       | 準決勝                                         | ○ 8 - 2 近江                                   | 準優勝                                         |
| 2022年（第104回大会） | 下関国際（4年ぶり3回目）                       | 決勝                                           | ● 1 - 8 仙台育英                               | 準優勝                                         |
| 2023年（第105回大会） | 宇部鴻城（4年ぶり3回目）                       | 1回戦                                          | ● 1 - 4 花巻東                                 | 初戦敗退                                       |
| 2024年（第106回大会） | 南陽工（14年ぶり4回目）                        | 1回戦                                          | ● 2 - 6 菰野                                   | 初戦敗退                                       |
| 2025年（第107回大会） | 高川学園（4年ぶり3回目）                       | 2回戦                                          | ○ 8 - 5 未来富山                               | 3回戦                                          |
| 2025年（第107回大会） | 高川学園（4年ぶり3回目）                       | 3回戦                                          | ● 4 - 9 日大三                                 | 3回戦                                          |

## 通算成績
| 出場 | 試合 | 勝利 | 敗戦 | 引分 | 勝率 | 優勝 | 準優勝 | ベスト4 | ベスト8 |
| ---- | ---- | ---- | ---- | ---- | ---- | ---- | ------ | ------- | ------- |
| 77   | 159  | 83   | 76   | 0    | .522 | 1    | 7      | 2       | 9       |

## 学校別成績
| 校名（前身校）     | 出場 | 勝敗     | 初出場 | 直近出場 | 備考                                  |
| ------------------ | ---- | -------- | ------ | -------- | ------------------------------------- |
| 宇部商             | 12回 | 19勝12敗 | 1969年 | 2005年   | 準優勝1回（1985年）                   |
| 下関商             | 9回  | 16勝9敗  | 1938年 | 2015年   | 準優勝2回（1939年、1963年）           |
| 柳井（柳井中）     | 7回  | 12勝6敗  | 1925年 | 1984年   | 優勝1回（1958年） 準優勝1回（1972年） |
| 岩国               | 5回  | 4勝5敗   | 2000年 | 2014年   |                                       |
| 岩国商             | 4回  | 2勝4敗   | 1968年 | 2013年   |                                       |
| 南陽工             | 4回  | 1勝4敗   | 1978年 | 2024年   |                                       |
| 豊浦（豊浦中）     | 3回  | 1勝3敗   | 1919年 | 1979年   |                                       |
| 山口鴻城（鴻城中） | 3回  | 1勝3敗   | 1920年 | 1992年   |                                       |
| 柳井商工（柳井商） | 3回  | 3勝3敗   | 1952年 | 1977年   |                                       |
| 早鞆               | 3回  | 4勝3敗   | 1964年 | 1967年   | 準優勝1回（1964年）                   |
| 下関国際           | 3回  | 7勝3敗   | 2017年 | 2022年   | 準優勝1回（2022年）                   |
| 宇部鴻城           | 3回  | 3勝3敗   | 2012年 | 2023年   |                                       |
| 高川学園           | 3回  | 2勝3敗   | 2016年 | 2025年   |                                       |
| 防府商工（防府商） | 2回  | 4勝2敗   | 1974年 | 1996年   | 準優勝1回（1974年）                   |
| 光                 | 2回  | 0勝2敗   | 1993年 | 1994年   |                                       |
| 下関西             | 1回  | 1勝1敗   | 1951年 | 1951年   |                                       |
| 岩国工             | 1回  | 0勝1敗   | 1955年 | 1955年   |                                       |
| 小野田工           | 1回  | 0勝1敗   | 1965年 | 1965年   |                                       |
| 萩商工（萩商）     | 1回  | 0勝1敗   | 1973年 | 1973年   |                                       |
| 徳山               | 1回  | 0勝1敗   | 1987年 | 1987年   |                                       |
| 桜ケ丘             | 1回  | 1勝1敗   | 1989年 | 1989年   |                                       |
| 西京               | 1回  | 2勝1敗   | 1997年 | 1997年   |                                       |
| 周防大島（久賀）   | 1回  | 0勝1敗   | 1999年 | 1999年   |                                       |
| 下関工科（下関工） | 1回  | 0勝1敗   | 2008年 | 2008年   |                                       |
| 華陵               | 1回  | 0勝1敗   | 2009年 | 2009年   |                                       |
| 柳井学園           | 1回  | 0勝1敗   | 2011年 | 2011年   |                                       |